# Jürgen Litz
Jürgen Litz (n. 8 octombrie 1938, Essen, Germania Nazistă) este un canotor ce a reprezentat Germania, medaliat olimpic. A participat la o ediție a Jocurilor Olimpice (1960) în care a câștigat o medalie de aur.

## Participări
Lista de mai jos prezintă principalele competiții la care a participat Jürgen Litz de-a lungul carierei.
- Canottaggio ai Giochi della XVII Olimpiade - Quattro con maschile[*][3]